# Daniel Scheinhardt
Daniel Scheinhardt (* 25. Oktober 1970 in West-Berlin) ist ein ehemaliger deutscher Fußballspieler.

## Jugend
Daniel Scheinhardt wuchs in Berlin-Charlottenburg auf. Dort begann er auch in der Jugend von SC Westend 1901 mit dem Fußballspielen. Später spielte er vier Jahre bei Tennis Borussia Berlin. Dort gewann Scheinhardt unter anderem die Berliner A-Jugend-Meisterschaft.

## Profikarriere
1988 wechselte Daniel Scheinhardt zu Hertha BSC. Bei Hertha konnte er sich zunächst nicht durchsetzen und bestritt sein erstes Spiel für die Profis am letzten Spieltag der Zweitliga-Saison 1988/89 beim Gastspiel bei Fortuna Köln. Auch im Aufstiegsjahr 1989/90 setzte Werner Fuchs ihn lediglich am letzten Spieltag ein. In der Bundesliga-Saison 1990/91 bestritt Scheinhardt 24 Einsätze. Nach dem Abstieg wollte Scheinhardt zu Borussia Dortmund wechseln, doch trotz Ausstiegsklausel ließ Hertha ihn nicht gehen. So spielte er in der 2. Liga weiter für Hertha BSC. Allerdings konnte er sich unter dem neuen Trainer Bernd Stange keinen Stammplatz erkämpfen und absolvierte 18 Partien. Am Ende der Saison belegte Hertha den dritten Platz und verfehlte somit den anvisierten Wiederaufstieg. Scheinhardt kam im Spieljahr 1992/93 auf 32 Ligapartien. Die Spielzeit 1993/94 lief für Scheinhardt nicht wie gewünscht. Unter Günter Sebert hatte Scheinhardt zunächst regelmäßig gespielt. Dieser wurde jedoch im Herbst von Uwe Reinders abgelöst, mit dem Daniel Scheinhardt große Probleme hatte. Erst als erneut Karsten Heine kurz vor Saisonende das Zepter übernahm, spielte Scheinhardt wieder regelmäßig.
Daraufhin verließ Scheinhardt seine Geburtsstadt und unterschrieb einen Vertrag beim Regionalligisten VfL Osnabrück. Nach 45 Ligaeinsätzen wollte Scheinhardt Osnabrück verlassen und absolvierte ein Probetraining bei Stoke City. Nachdem sich der angedachte Wechsel zerschlug, war Scheinhardt für ein halbes Jahr vereinslos, bevor ihn Werner Fuchs im Frühjahr 1997 zu Alemannia Aachen in die Regionalliga holte. Bei den Alemannen kam Scheinhardt in der Rückrunde der Saison 1996/97 noch auf 14 Einsätze. 1997/98 bestritt Scheinhardt 30 Partien, in denen ihm sechs Treffer gelangen, womit er hinter Mario Krohm (18 Treffer) torgefährlichster Alemannia-Spieler der Saison wurde, die Aachen auf Platz 7 beendete.
Nach der Saison spielte Scheinhardt unter anderem bei Ipswich Town zur Probe vor, unterschrieb stattdessen jedoch einen Vertrag bei Rot-Weiß Oberhausen. Dort wurde Scheinhardt unter Gerd vom Bruch in der Saison 1998/99 Stammspieler. Auch als dieser entlassen wurde und durch Aleksandar Ristić ersetzt wurde, behielt Scheinhardt diesen. Unter Ristić zog Oberhausen bis ins Halbfinale des DFB-Pokals ein. Dort erzielte Scheinhardt per Foulelfmeter das Oberhausener Tor bei der 1:3-Niederlage gegen den FC Bayern München. 1999/2000 kam Scheinhardt nicht mehr ganz so häufig wie zuvor zum Zuge. Nach Platz sechs im Endklassement, wechselte er zum Ligakonkurrenten FC St. Pauli.
Unter Dietmar Demuth gehörte Scheinhardt zum Stammkader und konnte am Saisonende mit Platz drei den Aufstieg in die 1. Bundesliga perfekt machen. Dort verletzte sich Scheinhardt kurz nach Saisonbeginn so schwer, dass er an der Patellasehne operiert werden musste und über ein halbes Jahr lang ausfiel. So konnte er nicht verhindern, dass Pauli als Tabellenschlusslicht umgehend wieder absteigen musste. In der Zweitliga-Saison 2002/03 stand Scheinhardt fünfmal an den ersten sechs Spieltagen in der Startelf, verlor diese Position dann aber unter dem neuen Trainer Joachim Philipkowski. Als dieser zur Rückrunde durch Franz Gerber ersetzt wurde, kam Scheinhardt zu keinem Einsatz mehr. Am Saisonende stand der erneute Abstieg fest, so dass der Abschied für Scheinhardt umso leichter fiel.
2003 ging Scheinhardt zurück zu Tennis Borussia, wo zu diesem Zeitpunkt sein alter Weggefährte aus Hertha-Tagen Theo Gries Übungsleiter war. In der Oberliga Nordost belegte TeBe den fünften Platz. 2004/05 führte Scheinhardt seinen Klub als Kapitän auf Platz vier.
Zur neuen Spielzeit wechselte Scheinhardt zum Berliner AK 07, verließ diesen allerdings in der Winterpause schon wieder und ging zum Ligarivalen Torgelower SV Greif, der die Saison letztlich einen Platz vor dem BAK beendete. nach Platz 12 in der Saison 2006/07 beendete Daniel Scheinhardt seine Spielerkarriere.

## Privates
Nach seinem Karriereende erwarb Daniel Scheinhardt die Trainer-B-Lizenz und studierte Sportmanagement sowie modernes Fußballmanagement. Seinen Lebensunterhalt verdient er als Spielervermittler.
Im Sommer 2007 spielte er im Film Operation Walküre – Das Stauffenberg-Attentat eine Gastrolle als Komparse.

## Erfolge
- Deutscher Amateurmeister: 1995